# A Hard Road
A Hard Road är ett musikalbum av John Mayall & the Bluesbreakers som lanserades i februari 1967 på skivbolaget Decca i Europa och London Records i USA. Eric Clapton som medverkat på gruppens förra album hade nu lämnat gruppen och ersatts av Peter Green. Även Green kom dock snart att lämna gruppen för att bilda Fleetwood Mac och detta blev hans enda album med The Bluesbreakers. Förutom att spela gitarr sjunger även Peter Green på några av låtarna.

## Låtlista
(Kompositör: John Mayall om inget annat anges)
Sida 1
1. "A Hard Road" – 3:12
2. "It's Over" – 2:51
3. "You Don't Love Me" (Willie Cobbs) – 2:50
4. "The Stumble" (Freddie King/Sonny Thompson) – 2:54
5. "Another Kinda Love" – 3:06
6. "Hit the Highway" – 2:17
7. "Leaping Christine" – 2:25

Sida 2
1. "Dust My Blues" (Elmore James/Joe Josea) – 2:50
2. "There's Always Work" – 1:38
3. "The Same Way" (Peter Green) – 2:11
4. "The Supernatural" (Green) – 2:57
5. "Top of the Hill" – 2:40
6. "Someday After A While (You'll Be Sorry)" (King/Thompson) – 3:02
7. "Living Alone" – 2:23

## Medverkande
Musiker
- John Mayall – sång, gitarr, munspel, piano, orgel
- Peter Green – gitarr, sång
- John McVie – basgitarr
- Hughie Flint – trummor
- Aynsley Dunbar – trummor
- Alan Skidmore – saxofon
- John Almond – saxofon
- Ray Warleigh – träblåsinstrument

Produktion
- Mike Vernon – producent
- Gus Dudgeon – ljudtekniker

## Listplaceringar
- UK Albums Chart, Storbritannien: #10[3][4]